# 舊州塔
舊州塔位於四川省宜宾市翠屏区市郊舊州壩，文物遺址年代判定為宋。1956年8月16日公佈為四川省第一批歷史及革命文物保護單位。經明代培修。1980年7月7日重新公佈為四川省第一批文物保護單位。2013年3月5日列為第七批全國重點文物保護單位。